# La Clayette
La Clayette este o comună în departamentul Saône-et-Loire, Franța. În 2009 avea o populație de 1.885 de locuitori.

## Evoluția populației
| An        | 1975  | 1982  | 1990  | 1999  | 2006  | 2009  |
| --------- | ----- | ----- | ----- | ----- | ----- | ----- |
| Populație | 2.845 | 2.669 | 2.307 | 2.069 | 1.942 | 1.885 |